# Старопетликівська сільська рада
Старопе́тликівська сільська́ ра́да — колишня адміністративно-територіальна одиниця та орган місцевого самоврядування в Чортківському районі Тернопільської області. Адміністративний центр — с. Старі Петликівці.

## Загальні відомості
Старопетликівська сільська рада утворена в 1944 році.
- Територія ради: 28 км²
- Населення ради: 1 648 осіб (станом на 2001 рік)
- Територією ради протікає річка Стрипа

До 19 липня 2020 р. належала до Бучацького району.
11 грудня 2020 р. увійшла до складу Бучацької міської громади.

## Населені пункти
Сільській раді підпорядковані населені пункти:
- с. Старі Петликівці
- с. Білявинці

## Склад ради
Рада складається з 20 депутатів та голови.
- Голова ради:
- Секретар ради: Захарчишин Оксана Володимирівна

### Керівний склад попередніх скликань
| Прізвище, ім'я, по батькові | Основні відомості                                    | Дата обрання | Дата звільнення |
| --------------------------- | ---------------------------------------------------- | ------------ | --------------- |
| Муха Марія Петрівна         | Сільський голова, 1958 року народження, позапартійна | 26.03.2006   | 31.10.2010      |

Примітка: таблиця складена за даними сайту Верховної Ради України

### Депутати
За результатами місцевих виборів 2010 року депутатами ради стали:

#### За суб'єктами висування
| Суб'єкт висування                                   | Кількість обраних депутатів | %  |
| --------------------------------------------------- | --------------------------- | -- |
| Самовисування                                       | 17                          | 85 |
| Політична партія Всеукраїнське об'єднання «Свобода» | 2                           | 10 |
| Політична партія «Сильна Україна»                   | 1                           | 5  |

#### За округами
| № округу                                            | Прізвище, ім'я, по батькові     | Дата визнання обраним | Освіта  | Партійна приналежність                    | Відомості про обраного депутата                             |
| --------------------------------------------------- | ------------------------------- | --------------------- | ------- | ----------------------------------------- | ----------------------------------------------------------- |
| Політична партія Всеукраїнське об'єднання «Свобода» |                                 |                       |         |                                           |                                                             |
| 10                                                  | Семчишин Василь Михайлович      | 05.11.2010            | середня | член Всеукраїнського об'єднання «Свобода» | ВАТ"Бучацький сирзавод", водій                              |
| 16                                                  | Єднак Василь Петрович           | 05.11.2010            | середня | член Всеукраїнського об'єднання «Свобода» | тимчасово не працює                                         |
| Політична партія «Сильна Україна»                   |                                 |                       |         |                                           |                                                             |
| 15                                                  | Котовіс Богдан Степанович       | 05.11.2010            | вища    | член Політичної партії «Сильна Україна»   | тимчасово не працює                                         |
| Самовисування                                       |                                 |                       |         |                                           |                                                             |
| 1                                                   | Ярославська Леся Іванівна       | 05.11.2010            | вища    | позапартійна                              | Старопетликівська школа, вчитель                            |
| 2                                                   | Гевка Іван Антонович            | 05.11.2010            | середня | позапартійний                             | тимчасово не працює                                         |
| 3                                                   | Хмарний Іван Іванович           | 05.11.2010            | середня | позапартійний                             | тимчасово не працює                                         |
| 4                                                   | Ямнюк Богдан Володимирович      | 05.11.2010            | середня | позапартійний                             | підприємець                                                 |
| 5                                                   | Хмарна Оксана Іванівна          | 05.11.2010            | середня | позапартійна                              | фельдшерсько-акушерський пункт с. Ст. Петликівці, медсестра |
| 6                                                   | Ляхович Марія Ярославівна       | 05.11.2010            | вища    | позапартійна                              | С.Ст. Петликівці, зав.дит.садком                            |
| 7                                                   | Захарчишин Оксана Володимирівна | 05.11.2010            | вища    | позапартійна                              | С.Ст. Петликівці, секретар с.ради                           |
| 8                                                   | Лупу Наталя Богданівна          | 05.11.2010            | вища    | позапартійна                              | тимчасово не працює                                         |
| 9                                                   | Підчаший Ігор Михайлович        | 05.11.2010            | вища    | позапартійний                             | тимчасово не працює                                         |
| 11                                                  | Чайківська Галина Антонівна     | 05.11.2010            | середня | позапартійна                              | Бучач тер. центр, соцробітник                               |
| 12                                                  | Семанюк Іван Володимирович      | 05.11.2010            | середня | позапартійний                             | тимчасово не працює                                         |
| 13                                                  | Курмило Світлана Василівна      | 05.11.2010            | середня | позапартійна                              | тимчасово не працює                                         |
| 14                                                  | Орищій Ігор Васильович          | 05.11.2010            | середня | позапартійний                             | Університет, студент                                        |
| 17                                                  | Музика Орислава Михайлівна      | 05.11.2010            | середня | позапартійна                              | Відділення зв'язкуС.Ст. Петликівці, начальник               |
| 18                                                  | Шеременда Михайло Володимирович | 05.11.2010            | середня | позапартійний                             | тимчасово не працює                                         |
| 19                                                  | Полон Ігор Васильович           | 05.11.2010            | середня | позапартійний                             | «Бучачагрохлібпром», обліковець-заправщик                   |
| 20                                                  | Музика Ігор Ігорович            | 05.11.2010            | вища    | позапартійний                             | тимчасово не працює                                         |